# Дедеагач (санджак)
Дедеагач (тур. Liva-i Dedeağaç) — санджак (историческая административно-территориальная единица 2-го уровня) вилайета Адрианополь Османской империи.

## История
Образован в 1878 году за счёт территорий санджаков Гелиболу, Адрианополь и острова Самотраки, входившего в состав вилайета островов Эгейского моря.
Изначально, административным центром был город Дидимотихон, однако в 1884 году он был перенесён в Дедеагач. Сам же Дидимотихон снова вошёл в состав санджака Адрианополь.
В 1912 году, в ходе Первой Балканской войны, территория санджака была занята войсками Третьего Болгарского Царства, после чего территория санджака к западу от реки Марица стала принадлежать Болгарии, а с 1919 года — Королевству Греция, а к востоку — осталась под контролем Османской империи (с 1922 года — Турецкой Республики), за исключением периода с 1919-го по 1922 год, когда он находился под управлением союзников (Антанта), а затем (с 1920) только Греции.

## Административно-территориальное деление
Состоял из трёх административно-территориальных единиц 3-го уровня — каза, — которые, в свою очередь, подразделялись на муниципалитеты — нахия:
- Каза Дедеагач: Феречик, Макри, Сахинлер[англ.], Семадирек, Доганхизар[англ.];
- Каза Софулу: Бидики[англ.], Пессани, Камберлер-и-Бала, Дервент[англ.], Эде, Ипсала;
- Каза Энез: Энез.